# كويزي متغير
كويزي متغير (الاسم العلمي: Cantharellus variabilis) هو نوع من الفطريات يتبع جنس الكويزي من فصيلة الكويزية.